# Juan Bañuelos

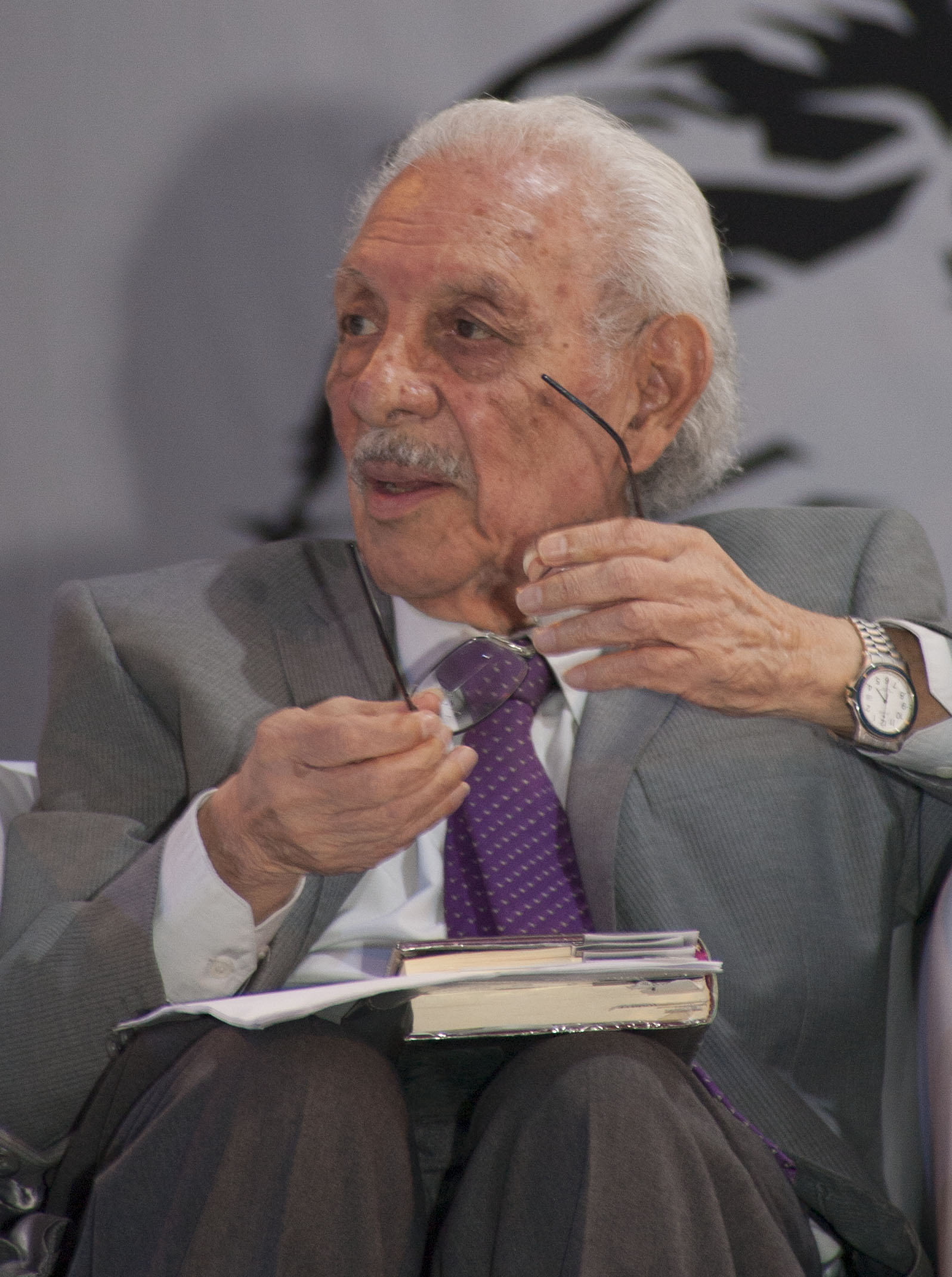
Juan Bañuelos im Jahr 2014.

Juan Bañuelos (* 6. Oktober 1932 in Tuxtla Gutiérrez, Chiapas; † 29. März 2017 in Mexiko-Stadt) war ein mexikanischer Dichter, Essayist, Herausgeber und Universitätsprofessor. Er studierte Jus, Hispanistik, Philosophie und Diplomatie an der Nationalen Autonomen Universität von Mexiko in Mexiko-Stadt.
Seine Gedichte sind nicht nur in den bedeutendsten mexikanischen und einigen internationalen Anthologien vertreten, sondern wurden auch in elf Sprachen übersetzt.

## Werke (Auswahl)
- Tore zur Welt (1961)
- Ich schreibe an die Wand (1965)
- Außer Protokoll (1971)
- Willkür des Schicksals (1982)
- Wo der Regen stirbt (1992)
- Der Anzug, den ich morgen trug (2001)
- Im Grasgang (2005)

## Auszeichnungen
- Mexikanischer Staatspreis für Poesie (1968)
- Kunstpreis von Chiapas (1984)
- Staatspreis Carlos Pellicer (2000)
- Lyrikpreis José Lezama Lima (2004)